# Donald Stevens
Donald Stevens, detto Don (Rossland, 22 settembre 1963), è un ex sciatore alpino canadese.

## Biografia
Specialista delle prove veloci, Stevens ottenne il primo risultato di rilievo in Coppa del Mondo il 2 marzo 1985 a Furano in discesa libera (14º) e ai XV Giochi olimpici invernali di Calgary 1988, sua unica presenza olimpica, si classificò 19º nella combinata; il 12 marzo dello stesso anno conquistò l'unico podio in Coppa del Mondo, a Beaver Creek in discesa libera (2º), e il 20 marzo seguente ottenne l'ultimo piazzamento della sua carriera agonistica, nella discesa libera di Coppa del Mondo disputata a Åre (9º). Non ottenne piazzamenti ai Campionati mondiali.

## Palmarès

### Coppa del Mondo
- Miglior piazzamento in classifica generale: 36º nel 1988
- 1 podio:
  - 1 secondo posto

### Nor-Am Cup
- Vincitore della classifica di discesa libera nel 1987[1]

### Campionati canadesi
- 1 medaglia (dati parziali)[2]:
  - 1 oro (discesa libera nel 1986)